# Sociale zekerheid in de Verenigde Staten
De sociale zekerheid in de Verenigde Staten bestaat uit verschillende overheidsprogramma's 
om inkomen en/of verzorging te garanderen voor natuurlijke personen ten tijde van pensioen, ziekte, arbeidsongeschiktheid, overlijden of werkloosheid.
De Amerikaanse sociale zekerheid werd opgestart tijdens de crisis van de jaren 1930. In 1935 trad de Social Security Act van president Franklin Delano Roosevelt in voege, waardoor er voor het eerst pensioenen en uitkeringen werden uitbetaald. Later werd het systeem meermaals aangepast en uitgebreid. Belangrijke uitbreidingen waren de introductie van Medicare en Medicaid, ziektekostenverzekeringen voor ouderen en personen met een laag inkomen respectievelijk, in 1965.
Meer dan de helft van de federale overheidsbegroting gaat naar sociale zekerheidsprogramma's. Daarnaast besteden Amerikanen veel uit eigen zak aan medische kosten of privéverzekeringen daarvoor. Die verzekeringen worden evenwel zwaar gesubsidieerd.

## Onderdelen
De huidige onderdelen van de Amerikaanse sociale zekerheid zijn:
Beheerd door de Social Security Administration (SSA)
- Old-Age, Survivors and Disability Insurance (OASDI, ook Social Security genoemd): pensioenen, levensverzekeringen en uitkeringen voor arbeidsongeschiktheid
- Supplemental Security Income (SSI): uitkeringen en Medicaid voor personen met een laag inkomen en weinig middelen die 65 jaar of ouder zijn, blind zijn of een handicap hebben

Beheerd door de Centers for Medicare and Medicaid Services (CMS)
- Children's Health Insurance Program (CHIP): ziektekostenverzekering voor gezinnen met kinderen
- Medicaid: ziektekostenverzekering voor individuen en families met een laag inkomen en vermogen
- Medicare: ziektekostenverzekering voor personen die 65 jaar of ouder zijn en jongere mensen met een handicap of een terminale nierziekte

Beheerd door het Department of Health and Human Services (HHS)
- Temporary Assistance for Needy Families (TANF): programma om gezinnen in nood bij te staan

Beheerd door de Veterans Benefits Administration (VBA)
- uitkeringen voor arbeidsongeschiktheid, levensverzekeringen, pensioenen, verhoogde leeflonen en andere voordelen voor veteranen

Beheerd door de Veterans Health Administration (VHA)
- ziektekostenverzekering voor veteranen en in bepaalde omstandigheden hun personen ten laste